# Ligyra purpuraria
Ligyra purpuraria är en tvåvingeart som först beskrevs av Walker 1852.  Ligyra purpuraria ingår i släktet Ligyra och familjen svävflugor. Inga underarter finns listade i Catalogue of Life.